# Dzwonnik z Notre Dame (film 1939)
Dzwonnik z Notre Dame (ang. The Hunchback of Notre Dame) – amerykański dramat kostiumowy z 1939 roku w reżyserii Williama Dieterle, zrealizowany według powieści Wiktora Hugo pt. Katedra Marii Panny w Paryżu.

## Obsada
- Charles Laughton – Quasimodo
- Maureen O’Hara – Esmeralda
- Cedric Hardwicke – Jan Frollo
- Thomas Mitchell – Clopin
- Edmond O’Brien – Pierre Gringoire
- Walter Hampden – arcybiskup Klaudiusz Frollo
- Harry Davenport – król Ludwik XI
- George Zucco – prokurator
- Minna Gombell – Królowa żebraków
- Arthur Hohl – Olivier
- Rod La Rocque – Filip
- George Tobias – żebrak
- Curt Bois – student
- Helene Whitney – Fleur de Lys
- Etienne Girardot – doktor
- Katharine Alexander – Madame de Lys